# 曼茹爾卡
48°20′12″N 30°26′9″E / 48.33667°N 30.43583°E
曼茹爾卡（烏克蘭語：Манжу́рка）是烏克蘭中部的村落，隸屬基洛夫格勒州的霍洛瓦尼夫斯克區。該村始建於1908年，面積0.43平方公里，海拔高度190米，2001年人口34，人口密度每平方公里78.5人。